# Попытка военного переворота в Нигере (2021)
Попытка военного переворота в Нигере — попытка осуществить военный переворот в государстве Нигер в 2021 году.
Попытка военного переворота произошла в среду 31 марта 2021 года в 3 часа утра по Западноафриканскому времени (5 часов утра по Московскому времени) после начала стрельбы на улицах Ниамейя, столицы Нигера. Это произошло за два дня до инаугурации избранного президента Мохамеда Базуми. Попытка была совершенна подразделениями внутри армии Нигера, находившимися в районе аэропорта Ниамея. Предполагаемым лидером заговора является капитан армии Нигера Сани Салей Гуруза, который отвечал за безопасность штаба подразделений. После неудачного переворота мятежники были арестованы.

## Предпосылки
Попытка переворота произошла когда страна увязла в пучине конфликта в Сахеле на фоне борьбы с межэтническим насилием и с террористическими организациями. Страны Сахеля получают помощь Франции в рамка операции «Бархан». В первую очередь джихадисты совершили массовые убийства в деревне Тилье, Западный Нигер, где они убили 137 человек. Попытка переворота произошла во время не имеющей аналогов в истории Нигера мирной передачи власти между двумя законно-избранными президентами. Спустя два дня после попытки переворота, Мохамед Базум принял присягу на пост президента Нигера. Несмотря на это, проигравший выборы экс-президент Махаман Усман оспорил результаты выборов, подав апелляцию в конституционный суд страны. Его жалоба была отклонена.

## Ход событий
По данным Сирина Пайена из телеканала France 24: «Огонь тяжелых орудий был слышен в течение получаса в районе президентского дворца, однако президентская гвардия отразила атаку, и ситуация, вроде как, была взята под контроль». Звуки боя разбудили местных жителей в районе трех часов ночи по местному времени Правительственные силы арестовали большую часть мятежников, но несмотря на это, некоторые из них, включая лидера самого военного переворота, сумели скрыться.

### Реакция международных организаций
- Африканский союз: Президент Африканского союза осуждает попытку гос. переворота[6].
- Экономическое сообщество стран Западной Африки: Экономическое сообщество стран Западной Африки заявляет о своём несогласии с попыткой переворота[7].

### Реакция остальных стран
- МИД Чада выпустил пресс-релиз в котором заявляет о своём несогласии с попыткой переворота, назвав его неконституционным[8].
- Президент Нигерии Мохаммаду Бухари осудил данное действие, назвав его «наивным и примитивным»[9].
- МИД Алжира выпустил пресс-релиз в котором серьёзно осудил попытку переворота[10].
- МИД Испании в своём пресс-релизе осуждает попытку переворота[11].